# Margraviato de Baden
El margraviato de Baden (en alemán: Markgrafschaft Baden) fue un territorio histórico del Sacro Imperio Romano Germánico. Se extendía por la orilla oriental del Rin Superior en el suroeste de Alemania, fue nombrado margraviato en 1112 y existió hasta 1803, cuando fue alzado a electorado. En 1806, el Electorado de Baden, con añadidos territoriales, se convirtió en el Gran Ducado de Baden. Los gobernantes de Baden pertenecieron a la suaba Casa de Zähringen.

## Historia
Durante el siglo XI, el ducado de Suabia carecía de una autoridad central potente y estuvo bajo el control de varias dinastías condales, siendo las principales los Hohenstaufen, los Welf, los Habsburgo y los Zähringen. El emperador Enrique III había prometido el trono ducal a un vástago de los Zähringen Bertoldo. Sin embargo, tras su muerte en 1056 su viuda Inés de Poitou nombró a Rodolfo de Rheinfelden duque de Suabia. Bertoldo renunció a sus derechos y se vio compensado con el ducado de Carintia y la Marca de Verona, en Italia. Incapaz de establecerse por sí mismo, finalmente perdió ambos territorios cuando fue depuesto por el rey Enrique IV de Alemania durante la querella de las investiduras en 1077. Bertoldo se retiró a su territorio de Suabia, donde murió al año siguiente. El título de la marca de Verona lo conservó su hijo mayor, Germán I.
Germán II, hijo de Germán I y nieto de Bertoldo II, había llegado a un acuerdo con la dinastía rival, los Hohenstaufen, y alrededor de 1098 fue enfeudado con territorio inmediato por el emperador Enrique IV. Como su padre, Germán II insistió en su título de margrave. Decidió establecer su residencia en Alemania, donde había nacido y crecido. El señorío que eligió fue el de Baden (actual Baden-Baden), donde su padre había ganado el derecho a gobernar a través de su matrimonio con la heredera, Judit de Backnang-Sulichgau, condesa de Eberstein-Calw. En Baden, Germán II hizo construir el castillo de Hohenbaden alrededor del año 1100, y cuando se terminó en 1112, conmemoró la ocasión adoptando el título de margrave de Baden.  

### Crecimiento
Debido a que la capital era Baden, el nuevo margraviato fue conocido asimismo como Baden. Germán II continuaría como margrave hasta su muerte en 1130. Su hijo y su nieto, Germán III (reinó 1130-1160) y Germán IV (reinó 1160-1190), añadieron nuevos territorios. Alrededor de 1200, estas tierras se dividieron por vez primera. Se fundaron dos líneas, Baden-Baden y Baden-Hachberg. La última fue dividida alrededor de un siglo después, para crear una tercera rama, la de Baden-Sausenberg.
En los siglos XII y XIII, Baden permaneció legal y fue un firme defensor de los Hohenstaufen, incluso frente a sus propios parientes de Zähringen-Suabia. A cambio de sus servicios, se les permitió ampliar su poder sobre todo por el suroeste de Alemania, al oeste cruzando el Rin hasta Alsacia, al este llegando a los bordes de la Selva Negra, hacia el norte hasta el río Murg y por el sur hacia Brisgovia. El cuarto margrave de Baden-Baden, Germán V de Baden-Baden (reinó 1190-1243), fundó las ciudades de Backnang, Durlach, Stuttgart, Ettlingen y Pforzheim y varios monasterios, incluyendo la abadía de Lichtenthal, que se convirtió en el lugar de enterramiento de sus descendientes. En 1219 trasladó la sede de poder a Pforzheim. Tuvo que abandonar sus pretensiones a Zähringen y Brunswick, pero ganó el título de Graf [Conde] de Ortenau y Brisgovia, llamado así por los dos valles en el Baden meridional. Su hijo y su nieto, Germán VI de Baden (reinó 1243-1250) y Federico I de Baden (reinó 1250-1268), reclamaron los títulos de duques de Austria y Estiria. Los austriacos los rechazaron, pues no querían ser gobernados por foráneos.

### Consolidación

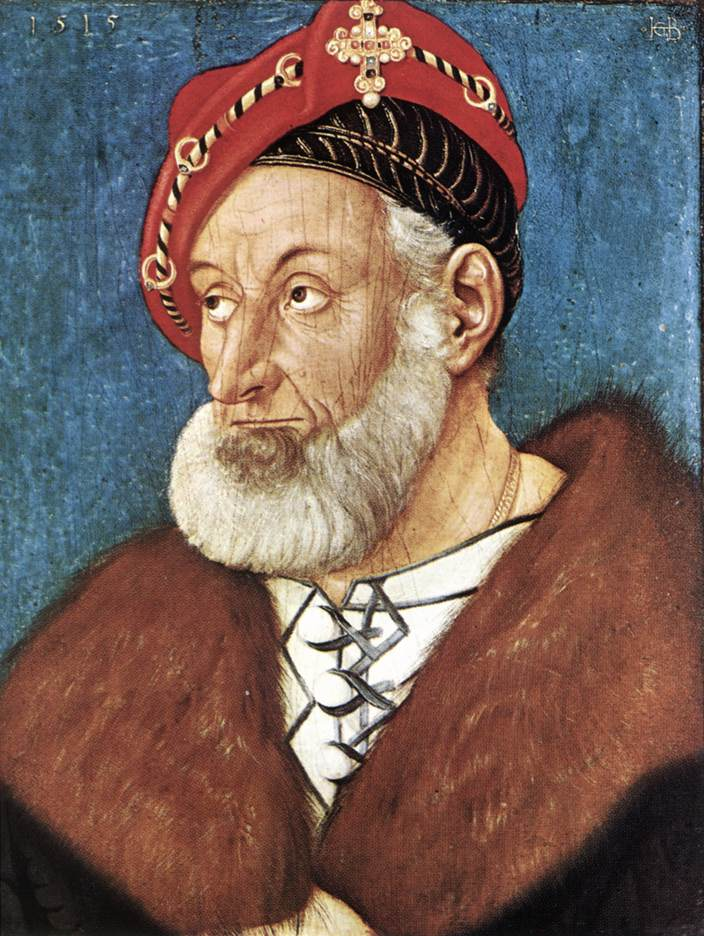
Cristóbal I de Baden, por Hans Baldung Grien, 1515

El margrave Bernardo I de Baden-Baden (reinó 1391-1431) unificó todas las adquisiciones en 1391. Soldado de cierto renombre, Bernardo continuó la misión de sus predecesores, y ganó varios distritos más, incluyendo Baden-Pforzheim y Baden-Hochberg. Desde 1291, Baden-Pforzheim tuvo su propio margraviato, pero en 1361 quedó sin herederos, retornando a la casa de Baden-Baden. Baden-Hochberg lo hizo un poco mejor. Fundado en 1190, perduró hasta 1418, cuando también quedó sin herederos masculinos. Bernardo, al ser el pariente más cercano, reclamó Baden-Hochberg. Baden-Sausenberg, siguió con su propio margraviato hasta 1503, cuando la falta de herederos propios lo hizo volver a la casa de Baden-Baden.
La consolidación del margraviato vino en 1442. En ese año, la mitad de los dominios de Lahr y Mahlberg volvió al rebaño, creando el enlace entre las dos áreas principales, Brisgovia en el sur y Baden-Baden en el norte. A lo largo de la Baja Edad Media, Baden creció en administración, finanzas y ejércitos hasta convertirse en uno de los estados más fuertes del Sacro Imperio Romano Germánico en el suroeste de Alemania, especialmente después de que ganara posesiones de los Habsburgo en el resto del Ortenau y Brisgovia.

### Tribulaciones
En 1462 la disputa sobre la elección del nuevo arzobispo de Maguncia hizo que Carlos I (reinó 1453-1475) luchara en una guerra contra Federico I, el conde palatino del Rin. Conocido como la "contienda de los arzobispos de Maguncia", fue breve, durando sólo unos pocos meses, pero los efectos fueron ruinosos para el perdedor, Carlos. Tuvo que entregar varios territorios al Palatinado y sus aliados. Estos territorios fueron recuperados por su hijo y sucesor, Cristóbal I (reinó 1475-1515). En 1503, los Baden-Sausenberg se extinguieron sin herederos masculinos y todas las tierras de Baden fueron reunidas por Cristóbal. Intentó mantenerlas unidas bajo uno de sus hijos, Felipe, pero sus esfuerzos se vieron frustrados por el rey de Francia. Antes de su muerte, Cristóbal dividió el margraviato entre sus tres hijos. Felipe lo sucedió en 1515 pero murió sin hijos en 1533, y su parte fue a sus hermanos, Bernardo y Ernesto.  En 1535, hicieron un nuevo reparto de su herencia. Sería la primera de varias particiones, estableciendo las dos principales líneas de la Casa de Baden —Baden-Baden y Baden-Durlach (Baden-Pforzheim hasta 1565)— que duraría hasta 1771. Sin embargo, las relaciones entre las dos ramas no eran pacíficas, y la constante fragmentación no ayudaba.
Durante la Reforma, varias ramas, lideradas por Baden-Baden, permanecieron del lado de los católicos, las otras se unieron a Baden-Durlach en el lado protestante. La guerra de los Treinta Años empeoró las cosas para todas las ramas. Muchas de ellas se vieron exiliadas de sus propias tierras. Baden sufrió severamente durante la guerra. El tratado de Westfalia (1648) restauró a cada rama e iglesia sus propias tierras. Gradualmente, la rivalidad se fue dejando a un lado. Durante las guerras de Luis XIV, el "rey sol" de Francia, los dos margraviatos fueron saqueados por las tropas francesas. Las fuerzas del Sacro Imperio Romano Germánico, lideradas por el margrave de Baden-Baden, el "turco Luis" Guillermo (reinó 1677-1707) combatieron contra Francia.

### Reunificación
En 1771, Augusto Jorge se convirtió en el último margrave de Baden-Baden cuando murió sin hijos. Todos sus territorios pasaron a su heredero más cercano, el margrave de Baden-Durlach, Carlos Federico (reinó 1738-1811). Por tercera y última vez, todas las tierras de Baden estuvieron unidas bajo un solo gobernante.
Aunque Baden fue finalmente unificado, sus dominios estaban fragmentados y se extendían en ambos lados del Rin Superior, con una superficie total de 3.496,48 km². Cuando Carlos Federico se convirtió en margrave en 1738, hizo misión personal llenar los huecos que separaban sus territorios. Su primera oportunidad vino en 1792, cuando estalló la guerra entre Francia y Austria. Los badenses lucharon por Austria, dejando Baden devastado cuando perdieron. Carlos Federico tuvo que pagar una indemnización y ceder sus territorios en la orilla izquierda del Rin a Francia. Su segunda oportunidad vino pocos años después, como un enemigo de Napoleón, al lado de Alejandro I, el zar de Rusia. En 1803, debido a los esfuerzos del zar, el margrave ganó el obispado de Constanza, partes del Palatinado de Renania, y otros distritos menores, logrando así la dignidad de "príncipe elector".

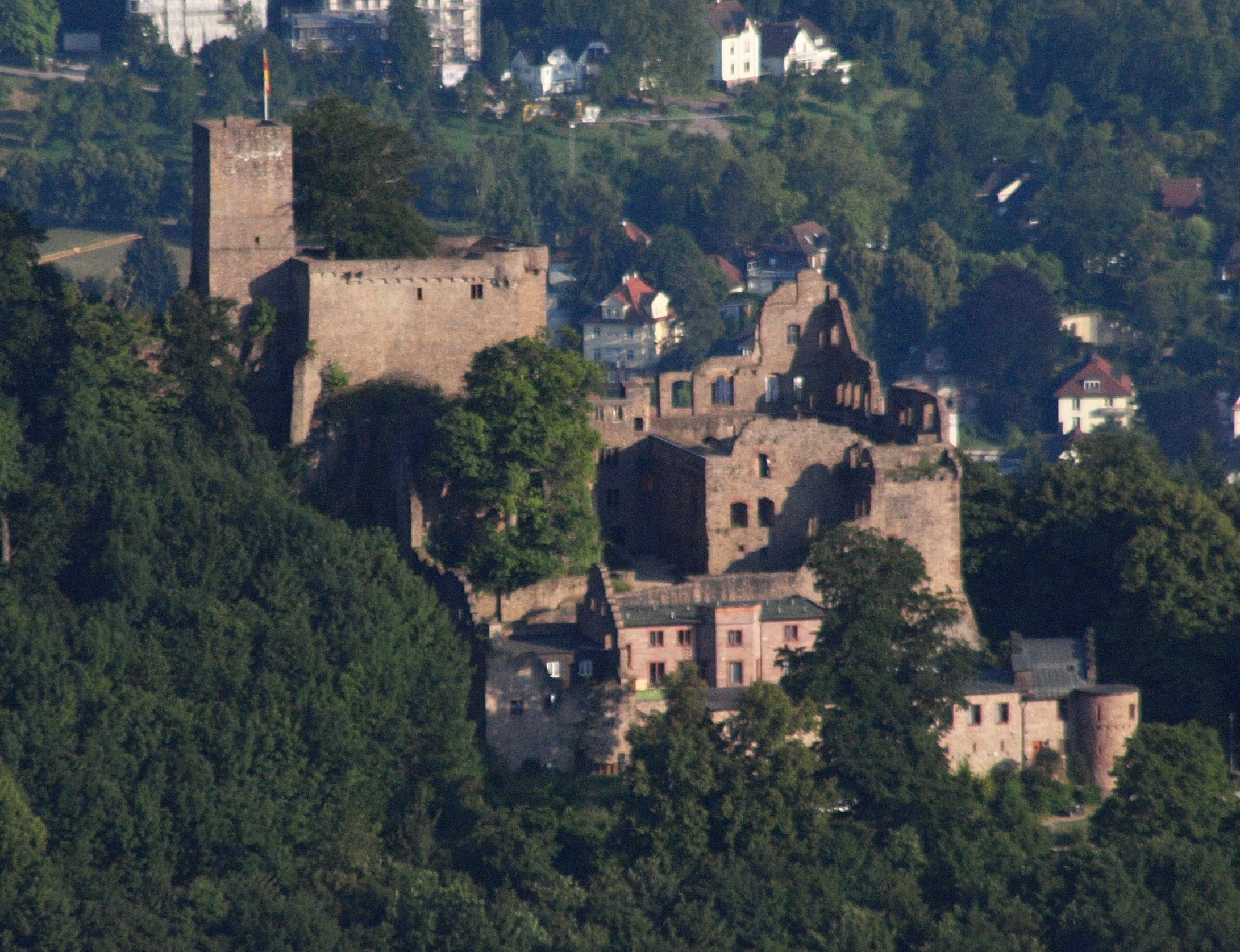
Ruinas del castillo de Hohenbaden en Baden-Baden
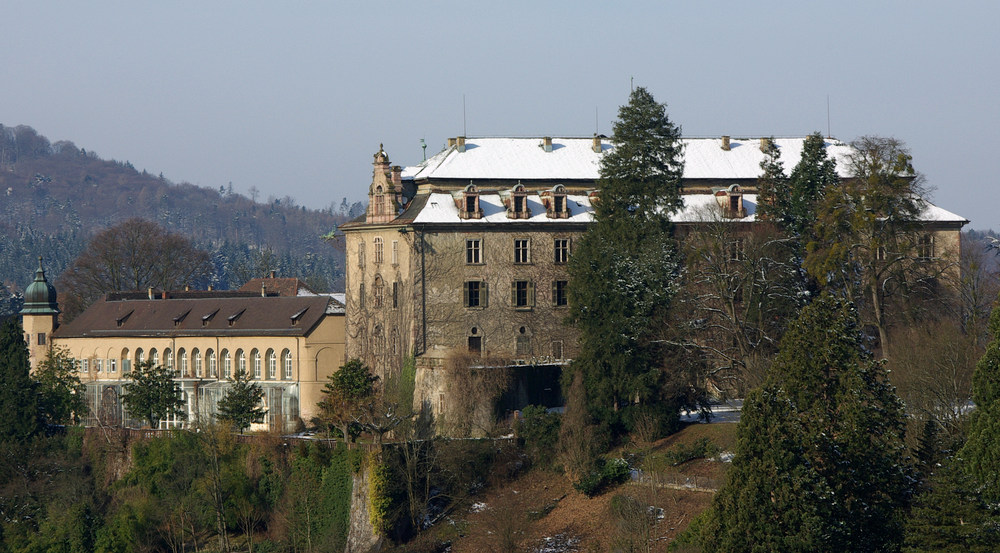
El Castillo Nuevo en Baden-Baden
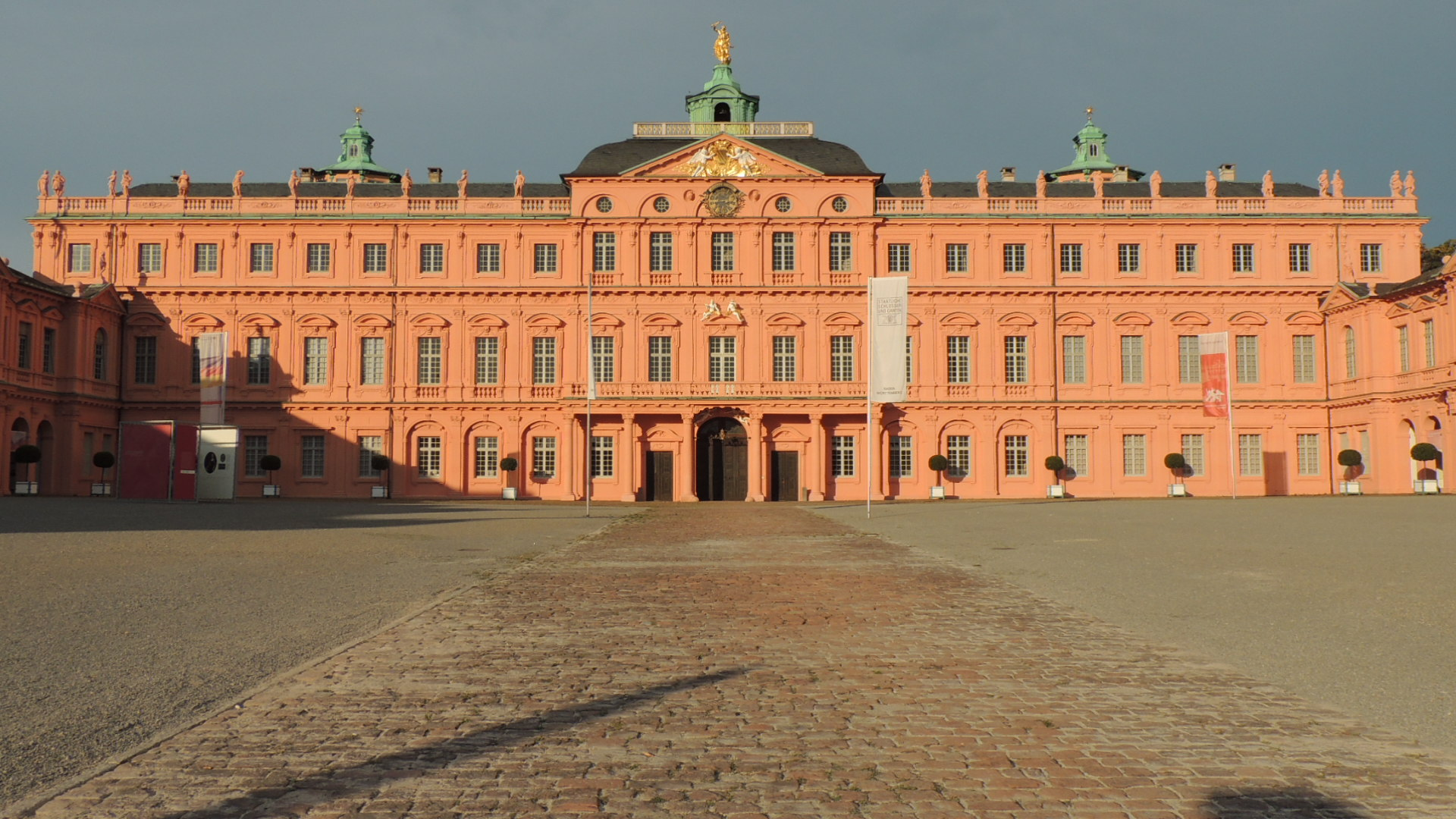
Schloss Rastatt, desde 1705 residencia de los margraves de Baden-Baden
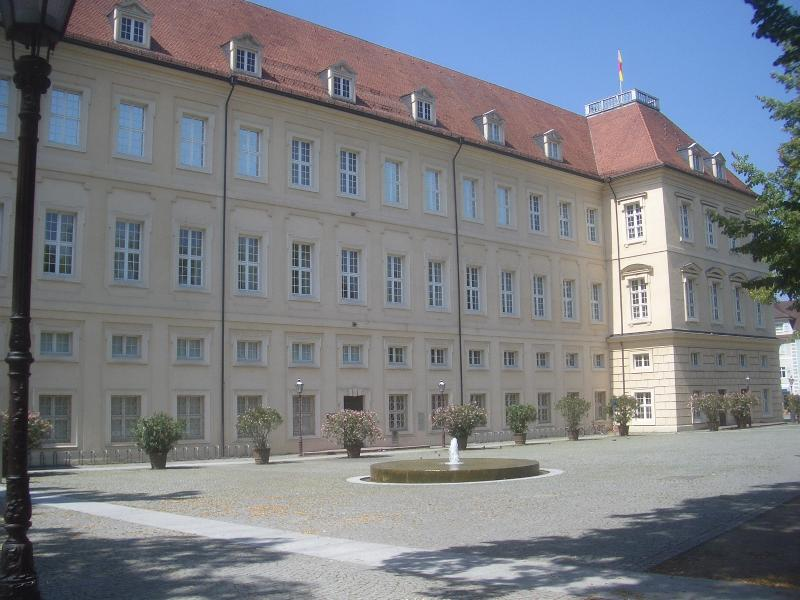
Castillo de Karlsburg en Durlach, desde 1565 residencia de los margraves de Baden-Durlach
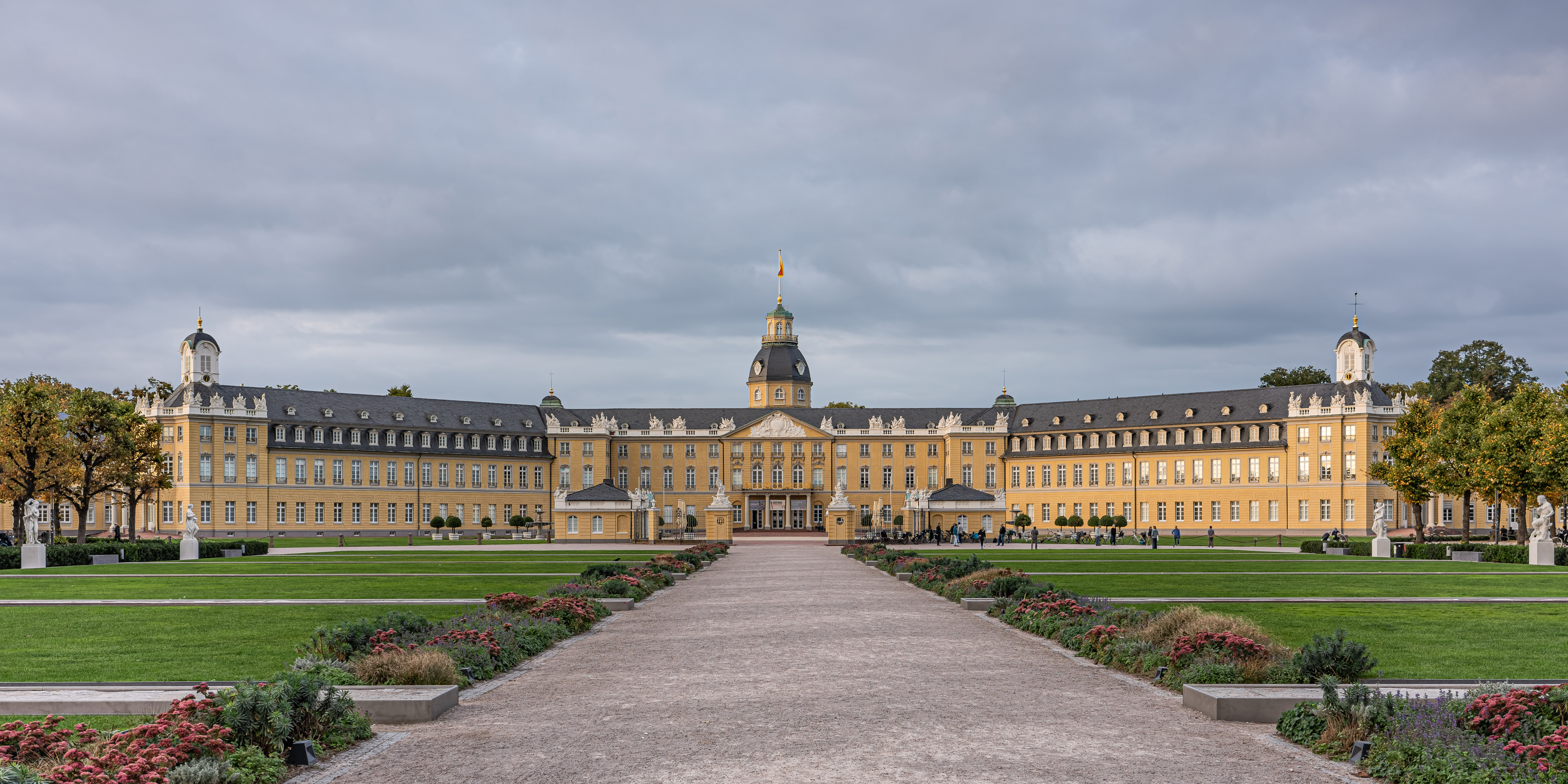
Palacio de Karlsruhe, desde 1718 residencia de los margraves de Baden-Durlach, desde 1806 del Gran Ducado de Baden

### Lista de margraves
- Anexo:Soberanos de Baden, lista completa de los gobernantes de todas las ramas del margraviato de Baden - Baden-Baden, Baden-Durlach, Baden-Hochberg, Baden-Pforzheim, y Baden-Sausenberg.